# Sankt Ruprecht an der Raab
Sankt Ruprecht an der Raab osztrák mezőváros Stájerország Weizi járásában. 2018 januárjában 5300 lakosa volt. 

## Elhelyezkedése

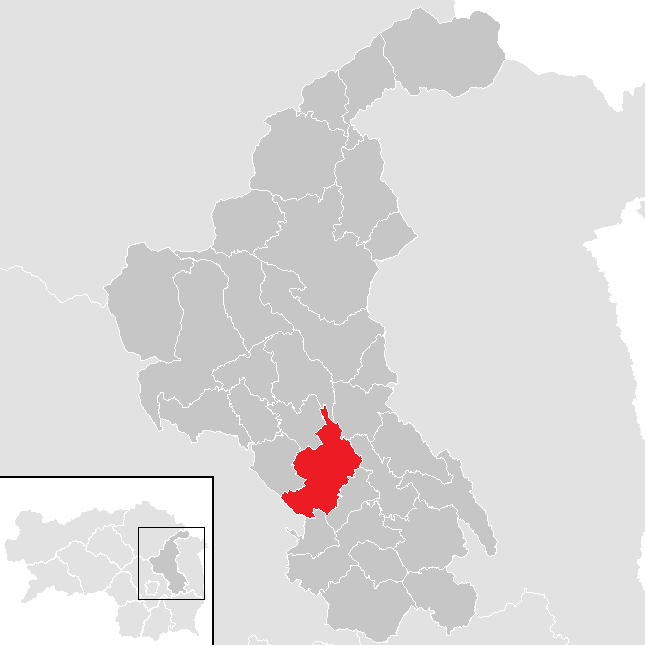
Sankt Ruprecht an der Raab a Weizi járásban

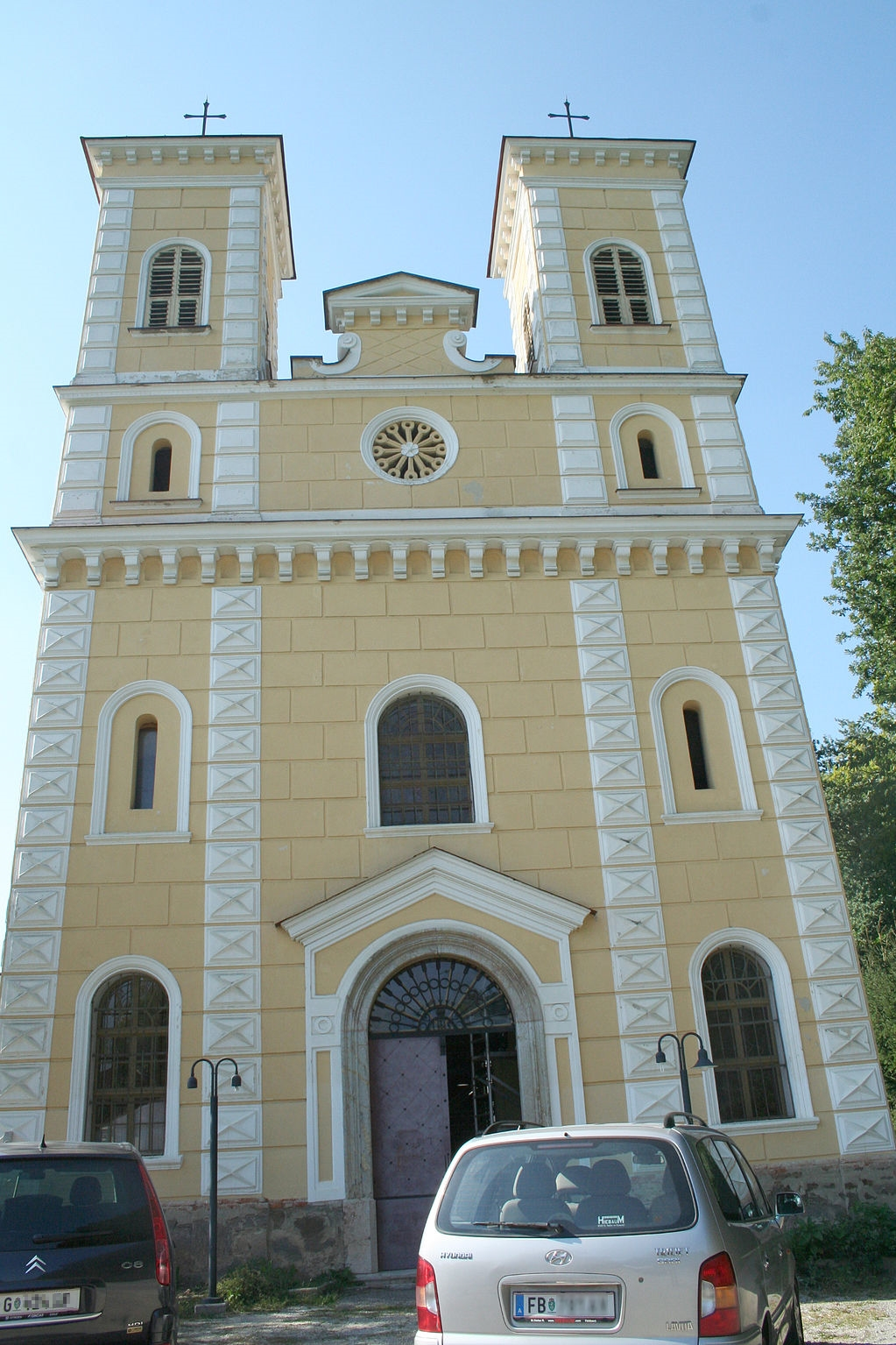
A breiteggi kálváriatemplom

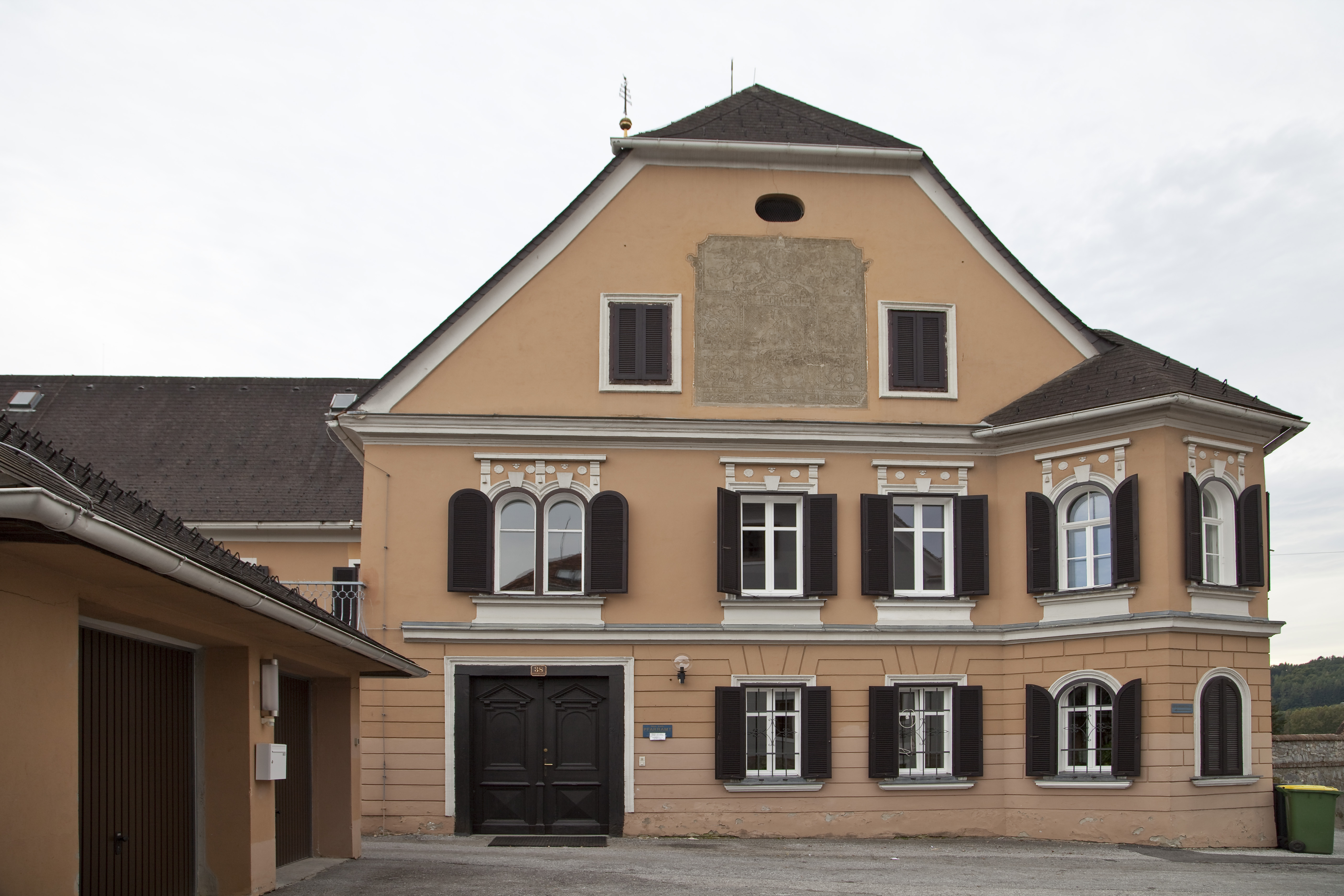
A St. Ruprecht-i plébánia

Sankt Ruprecht an der Raab a kelet-stájerországi régióban fekszik, a Rába és a Weizbach találkozásánál. Az önkormányzat 13 települést egyesít: Fünfing bei Sankt Ruprecht an der Raab (866 lakos 2018-ban),
Grub bei Sankt Ruprecht an der Raab (204), Sankt Ruprecht an der Raab (1231), Wolfgruben bei Sankt Ruprecht an der Raab (207), Arndorf bei Sankt Ruprecht an der Raab (230), Dietmannsdorf (88), Kühwiesen (244), Neudorf bei Sankt Ruprecht an der Raab (296), Unterfladnitz (312), Wollsdorf (472), Etzersdorf (526), Lohngraben (250) és Rollsdorf (374).
A környező önkormányzatok: nyugatra Mitterdorf an der Raab, északnyugatra Weiz, északra Thannhausen, északkeletre Puch bei Weiz, keletre Ilztal, délkeletre Albersdorf-Prebuch, délre Ludersdorf-Wilfersdorf.

## Története
A 6. században szláv törzsek teledtek meg a régióban, számos környékbeli helynév szláv eredetű. A 8. században a bajorok, majd a Frank Birodalom terjesztette ki hatalmát a térségre és megindult a helyiek megtérítése, valamint a bajorok betelepülése.
St. Ruprecht an der Raab a legkorábbi, bizonyítottan létező stájerországi települések közé tartozik, bár mai nevét csak később kapta, templomának védőszentje után. Először 860-ban említik jelentős birtokként, de egyszerűen csak elhelyezkedése után nevezik ad Rapam-ként ("a Rábánál"). 
A 12-13. században a karoling földbirtokot felosztották, népe faluba költözött. Tulajdonosa 1218-tól kezdődően a seckaui püspök volt. A püspök kérésére 1462-ben III. Frigyes császár mezővárosi jogokat adományozott a településnek. A 15-16. században a várost a magyarok és a törökök többször kifosztották, a napóleoni háborúkban a franciák szállták meg. 
Az 1934-es nemzetiszocialista júliusi puccs során a St. Ruprechtben gyülekező nácik tüzet nyitottak a közelgő önkéntes karhatalmistákra és egyet megöltek közülük. A puccs bukása után három résztvevőt életfogytig tartó börtöntre ítéltek. A következő évben a csendőrök két igazoltatott férfinál illegális kommunista dokumentumokat találtak. Egyikük elrejtett pisztolyával lelőtte a csendőrt, majd elmenekültek. Egy házban a csendőrök és az őket segítő Heimwehr-tagok körbevették a bujkáló kommunistákat, akik öngyilkosságot követtek el. 1938-ban az Anschlusst fáklyás felvonulással ünnepelték. A népszavazás során mind az 555 szavazóképes St. Ruprecht-i polgár a Német Birodalomhoz való csatlakozásra voksolt; ezért a polgárság díszoklevelet kapott a Führertől. 
A második világháború után rövid ideig a szovjetek, majd a britek szállták meg a mezővárost. 
A 2015-ös stájerországi közigazgatási reform során a szomszédos Unterfladnitz és Etzersdorf-Rollsdorf községeket St. Ruprechthez csatolták, amellyel az önkormányzat területe háromszorosára, lakossága duplájára nőtt. 

## Lakosság
A Sankt Ruprecht an der Raab-i önkormányzat területén 2018 januárjában 5300 fő élt. A lakosságszám 1961 óta gyrapodó tendenciát mutat. 2015-ben a helybeliek 95,1%-a volt osztrák állampolgár; a külföldiek közül 0,8% a régi (2004 előtti), 3,1% az új EU-tagállamokból érkezett. 2001-ben a lakosok 92,5%-a római katolikusnak, 1,2% evangélikusnak, 3,5% pedig felekezeten kívülinek vallotta magát. Ugyanekkor 2 magyar élt a mezővárosban.  

## Látnivalók
- a Szt. Rupert-plébániatemplom helyén az első templom feltehetően 1050 körül épült. Mai külsejét 1728-1737 között nyerte el, amikor teljesen átépítették. Főoltára 1867-ből származik.
- a templom előtti főtéren látható a 17. századi Mária-oszlop és egy Foucault-inga
- az 1681-ben épült plébánia
- a volt ispotály és szegényház épülete
- a breiteggi kálváriatemplom

## Fordítás
- Ez a szócikk részben vagy egészben  a   Sankt Ruprecht an der Raab című német Wikipédia-szócikk ezen változatának fordításán alapul.  Az eredeti cikk szerkesztőit annak laptörténete sorolja fel. Ez a jelzés csupán a megfogalmazás eredetét és a szerzői jogokat jelzi, nem szolgál a cikkben szereplő információk forrásmegjelöléseként.